# Наближення майже вільних електронів
Наближення майже вільних електронів - метод у квантовій теорії твердого тіла, в якому заданий кристалічною ґраткою періодичний потенціал вважається малим збуренням щодо вільного руху валентних електронів.
Наближення майже вільних електронів передбачає виникнення вузьких заборонених зон внаслідок 
Бреґґівської дифракції електронів на кристалічній ґратці. 

## Математичне формулювання
Гамільтоніан, що описує рух електрона в потенціальному полі ядер атомів у наближенні середнього поля задається формулою 
{\displaystyle {\hat {H}}=-{\frac {\hbar ^{2}}{2m}}\Delta +V(\mathbf {r} )},
де {\displaystyle \hbar } - приведена стала Планка, m - маса електрона, {\displaystyle V(\mathbf {r} )} - періодичний потенціал. що враховує взаємодію електрона з кристалічною ґраткою й іншими електронами. 
Хвильову функцію електрона, що повинна задовільняти теоремі Блоха, можна шукати у вигляді розкладу в ряд Фур'є
{\displaystyle \psi _{\mathbf {k} }=e^{i\mathbf {k} \cdot \mathbf {r} }\sum _{\mathbf {G} }a_{\mathbf {k} +\mathbf {G} }e^{i\mathbf {G} \cdot \mathbf {r} }},
де {\displaystyle \mathbf {k} } - хвильовий вектор, {\displaystyle \mathbf {G} } - вектор оберненої ґратки.
Якщо потенціал {\displaystyle V(\mathbf {r} )} малий за величиною в порівняні з кінетичною енергією електрона, то рух електронів можна вважати майже вільним. Енергія електрона задається формулою 
{\displaystyle E={\frac {\hbar ^{2}k^{2}}{2m}}},

Ця формула справедлива усюди в зоні Брілюена, окрім того випадку, коли хвильова функція поступального руху електрона інтерферуватиме із хвилею, розсіяною на періодичному потенціалі. Така ситуація складається тоді, коли {\displaystyle \mathbf {k} \approx \mathbf {G} /2}. 
В цій області хвильових векторів використовується двохвильове наближення, згідно з яким амплітуди прямої й розсіяної хвилі визначаються системою рівнянь. 
{\displaystyle \left({\frac {\hbar ^{2}k^{2}}{2m}}-E\right)a_{\mathbf {k} }+V_{\mathbf {-G} }a_{\mathbf {k} -\mathbf {G} }=0},
{\displaystyle \left({\frac {\hbar ^{2}(\mathbf {k} -\mathbf {G} )^{2}}{2m}}-E\right)a_{\mathbf {k} -\mathbf {G} }+V_{\mathbf {G} }a_{\mathbf {k} }=0},
де {\displaystyle V_{\mathbf {G} }} - коефіцієнти розкладу періодичного потенціалу в ряд Фур'є.
Ця система рівнять має нетривіальний розв'язок при виконанні умови
{\displaystyle \left({\frac {\hbar ^{2}k^{2}}{2m}}-E\right)\left({\frac {\hbar ^{2}(\mathbf {k} -\mathbf {G} )^{2}}{2m}}-E\right)-V_{\mathbf {G} }V_{\mathbf {-G} }=0},
що задає закон дисперсії електронних станів на границі зони Брілюена. Безпосередньо на границі ({\displaystyle \mathbf {k} \cdot \mathbf {G} =\mathbf {G} ^{2}/2})
{\displaystyle E={\frac {\hbar ^{2}G^{2}}{8m}}\pm |V_{\mathbf {G} }|}.
У проміжку енергій між {\displaystyle E={\frac {\hbar ^{2}G^{2}}{8m}}-|V_{\mathbf {G} }|} і {\displaystyle E={\frac {\hbar ^{2}G^{2}}{8m}}+|V_{\mathbf {G} }|} електронних рівнів немає, чим визначається існування вузької забороненої зони.